# 境野清雄
境野 清雄（さかいの きよお、1900年（明治33年）1月9日 - 1968年（昭和43年）7月2日）は、大正から昭和期の実業家、政治家。参議院議員（1期）。

## 経歴
群馬県山田郡桐生町（現桐生市）で、境野源八郎の二男として生まれる。群馬県立太田中学校（現群馬県立太田高等学校）を経て、早稲田大学商学部を卒業した。
家業の輸出織物商を営む。桐生絹人絹織物配給常務取締役、群馬織物代表取締役、桐生布帛製品代表取締役、群馬県輸出織物社長、三山物産社長、桐生商工会議所会頭、群馬県地方労働委員会委員などを務めた。
1947年（昭和22年）4月の第1回参議院議員通常選挙で群馬県地方区から民主党公認で出馬して落選。竹腰徳蔵の公職追放に伴い同年8月に実施された第1回通常選挙・群馬県地方区補欠選挙に出馬して当選し、その後、民主クラブに所属し参議院議員に1期在任した。この間、参議院経済安定委員長などを務めた。その後、第3回通常選挙に無所属で立候補したが落選した。
戦前から造士館道場を経営し、戦後、群馬県柔道連盟が結成され役員に就任した。
1968年（昭和43年）7月2日死去、68歳。死没日をもって勲三等旭日中綬章追贈、正五位に叙される。